# 大勒比肖
大勒比肖是德国图林根州的一个市镇。总面积6.22平方公里，总人口780人，其中男性394人，女性386人（2011年12月31日），人口密度125人/平方公里。